# Зорана Павіч
Зорана Павіч (нар. 9 червня 1965, Белград, СФРЮ) — сербська співачка.

## Дискографія
- Kada O Tebi Mislim (1991)
- Kao Lavina (1993)
- Sunce U Očima (1995)
- Jedina (1996)
- Ljubav Nema Vlasti (1997)
- The Best Of Zorana (1998)
- Nežno & Opasno (1999)
- Za Ljubav Stvorena (2001)
- Kad Žena Voli (2003)
- Sama Među Ljudima DVD (2004)
- Zorana Pavić U Priči «Kad Žena Voli» DVD (2005)
- Made In Serbia (2006)
- Da Mi Ime Ne Zaboraviš (2008)
- Zorana Live DVD (2009)

| Гітара | Це незавершена стаття про співачку. Ви можете допомогти проєкту, виправивши або дописавши її. |